# Listen to the man with the golden voice
Listen to the man with the golden voice is een single van de Nederlandse band Time Bandits. Het was de tweede single die afkomstig was van hun tweede album Tracks uit 1983. Dat album werd geproduceerd door Pim Koopman, die daarvoor en daarna een lange tijd in Kayak heeft gespeeld. Hij had toen als muziekproducent een aantal hits op zijn naam staan. Listen to the man with the golden voice stond een beetje in de schaduw van I'm specialized in you. In maart dat jaar werd het nummer op vinylsingle uitgebracht en in 2004 op cd-single. Hidding hoort over het nummer vaak beweren dat het over David Bowie zou gaan. Die fabel weerspreekt de componist. Het gaat over de verleidingen van het nachtleven, de duivel die je lokt.

## Hitnoteringen
De plaat werd uitsluitend een hit in het Nederlandse taalgebied en in Australië. Daar behaalde de plaat in 14 weken de 53e positie in de ARIA Charts.
In Nederland was de plaat op vrijdag 25 maart 1983 de 12e Veronica Alarmschijf van 1983 op Hilversum 3 en werd een radiohit in de destijds drie landelijke hitlijsten op de nationale publieke popzender. De plaat bereikte de 7e positie in de Nederlandse Top 40, de 9e positie in de Nationale Hitparade en piekte op de 6e positie in de TROS Top 50. In de Europese hitlijst op Hilversum 3, de TROS Europarade, werd de 12e positie behaald.
In België bereikte de single de 7e positie in de Vlaamse Radio 2 Top 30 en de 8e positie in de voorloper van de Vlaamse Ultratop 50. In Wallonië werd géén notering behaald.

### Nederlandse Top 40
| Positie: | 22 | 13 | 9 | 7 | 7 | 14 | 33 | uit |

### Nationale Hitparade
| Positie: | 30 | 10 | 10 | 9 | 16 | 18 | 27 | uit |

### TROS Top 50
Hitnotering: 31-03-1983 t/m 19-05-1983. Hoogste notering: #6 (1 week).

### Vlaamse Radio 2 Top 30
| Positie: | 16 | 9 | 8 | 11 | 7 | 12 | 11 | 29 | 16 | uit |

### Vlaamse Ultratop 50
| Positie: | 33 | 17 | 10 | 8 | 10 | 10 | 11 | 12 | 23 | 27 | uit |

### NPO Radio 2 Top 2000
Listen to the Man with the Golden Voice stond alleen in 2000 in de NPO Radio 2 Top 2000, op plek 1972.